# دفتر طراحی تجهیزات کابی‌پی
دفتر طراحی تجهیزات KBP (به روسی: ФГУП>> Конструкторское бюро приборостроения>>) تولیدکننده و طراح روسی (اتحاد جماهیر شوروی سابق) تجهیزات دقت بالا است. این مؤسسه در سال ۱۹۲۷ در تولا تأسیس شد. آرکادی شیپونوف، مدیر طراحی آن از سال ۱۹۶۲ تا سال ۲۰۰۶ بود. در ۲۵ سپتامبر سال ۲۰۰۶ در صفحه تارنمای این شرکت ذکر شد: "بر اساس رقابتی که توسط آژانس صنعت فدرال انجام شده است، ریباس الکساندر به عنوان مدیر طراحی و سرپرست دفتر طراحی KBP انتخاب شده است." دلیل جایگزینی شیپونوف اعلام نشد.
تجهیزات زیر توسط KBP طراحی شده‌است:
- موشک ضد زره کورنت (۹M۱۳۳ Kornet (AT-۱۴ "Spriggan"